# Джанні Бруно
Джанні Бруно (фр. Gianni Bruno, нар. 19 серпня 1991, Рокур, Льєж) — бельгійський футболіст, нападник турецького клубу «Еюпспор».

## Клубна кар'єра
Вихованець льєжського «Стандарда», в школі якого перебував з 2000 по 2007 рік, після чого перейшов до школи французького «Лілля».
У дорослому футболі дебютував 2010 року виступами за другу команду клубу «Лілля», в якій взяв участь у 23 матчах чемпіонату. У складі другої команди «Лілля» був одним з головних бомбардирів команди, маючи середню результативність на рівні 0,52 голу за гру першості.
До складу основної команди «Лілля» став залучатись з початку 2012 року. Відіграв за команду з Лілля 22 матчі в національному чемпіонаті. Сезон 2013/14 провів в оренді в «Бастії», де відзначився 8 голами в 31 матчі. Після повернення з оренди новий тренер «Лілля» Рене Жирар бачив Бруно четвертим чи п'ятим в ієрархії нападників, і той вирішив змінити клуб.
30 липня 2014 перейшов до «Евіана», який тоді боровся за виживання в Лізі 1. Перша половина сезону виявилася складною і для «Евіана», який розпочав сезон серією з шести матчів без перемог, і для Бруно, який забив лише 1 гол у 17 матчах та погано почувався в клубі та місті. У січні він погодився перейти на правах оренди в «Лор'ян», однак у бретонському клубі він лише тричі вийшов в основі та забив лише один гол, і «Лор'ян» не скористався правом викупу Бруно. Влітку 2015 бельгієць залишився в «Евіані», який опустився од Ліги 2, однак, невдоволений тренерськими методами нового тренера Сафета Сушича, в лютому 2016 Бруно погодився на оренду в російських «Крилах Рад» (Самара), які тоді тренував його співвітчизник Франк Веркаутерен. Загалом провів у самарському клубі півтора року, за які провів 28 матчів і забив 7 голів. Влітку 2017, коли Бруно мав повернутися з оренди до «Евіана», клуб уже був банкрутом.
3 липня 2017 повернувся до рідної Бельгії, підписавши контракт з клубом «Серкль Брюгге», з яким у першому ж сезоні піднявся до Ліги Жупіле. За два роки провів 46 матчів, у яких забив 16 м'ячів.
24 липня 2019 перейшов до бельгійського «Зюлте-Варегема» на правах вільного агента. Протягом двох сезонів був основним гравцем цієї команди, після чого 1 липня 2021 року за 2 мільйони євро перейшов до «Гента».

## Виступи за збірні
2007 року дебютував у складі юнацької збірної Бельгії, взяв участь у 14 іграх на юнацькому рівні, відзначившись 8 забитими голами.
Протягом 2010-2012 років залучався до складу молодіжної збірної Бельгії. На молодіжному рівні зіграв у 8 офіційних матчах, забив 3 голи.

## Титули і досягнення
- Володар Кубка Бельгії (1):

«Гент»: 2021–22